# Breitscheid (Ratingen)
Breitscheid is een kern van de stad Ratingen in het Rijland in Noordrijn-Westfalen in Duitsland. Breitscheid telt 5.332 inwoners (2006). De plaats grenst aan de stad Mülheim an der Ruhr. Breitscheid ligt aan de Uerdinger Linie. Breitscheid is vooral bekend als knooppunt van autosnelwegen.

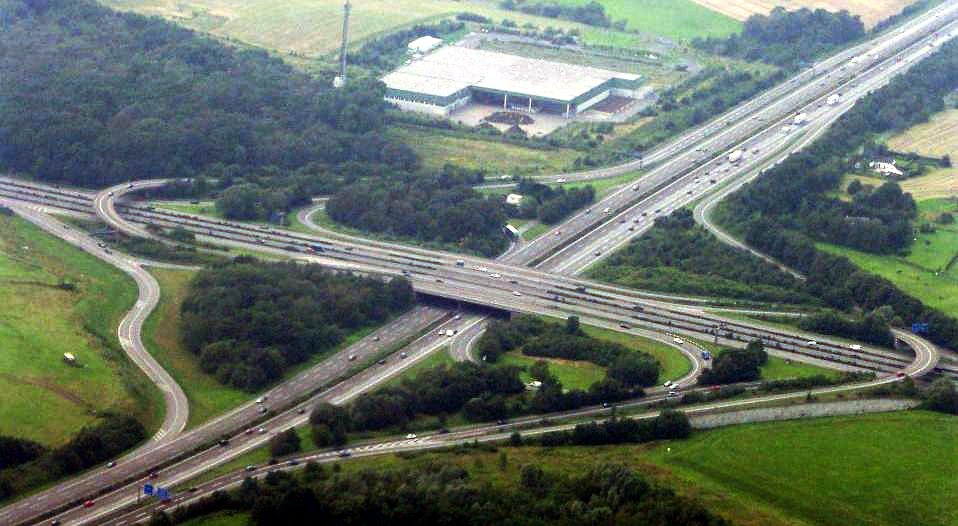
AB Kreuz Breitscheid